# Yamato (Kumamoto)
Yamato (jap. 山都町 Yamato-machi) – miasto w Japonii, na wyspie Kiusiu, w prefekturze Kumamoto. Według danych na rok 2020 miejscowość zamieszkiwało 13 503 mieszkańców , a gęstość zaludnienia wyniosła 24,8 os./km².